# Joop Stotijn

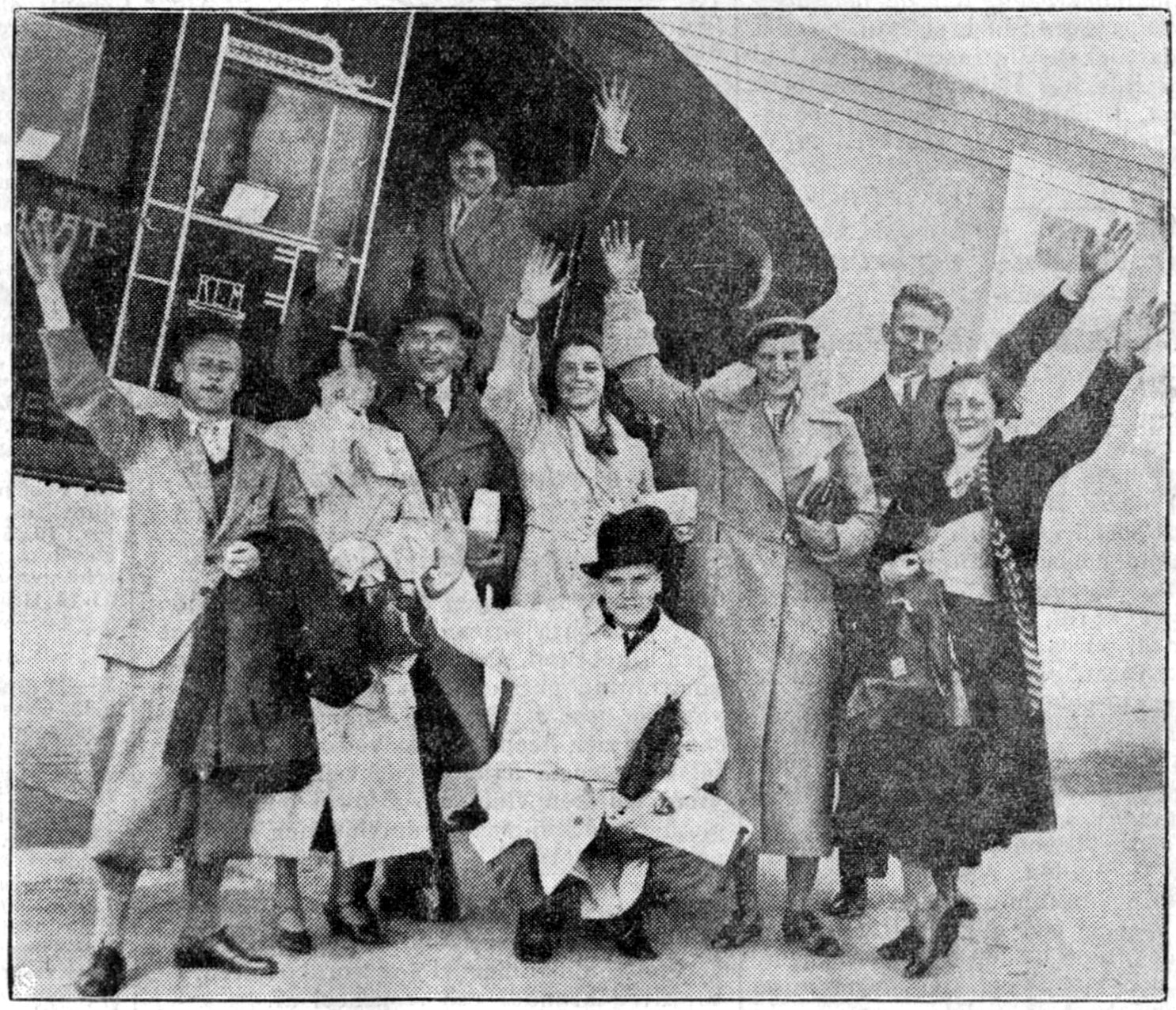
Joop Stotijn (uiterst links) vliegt met Nederlands ploeg naar Kopenhagen in 1933

Johannes Louis (Joop) Stotijn (Den Haag, 20 december 1910 - aldaar, 23 september 1935) was een Nederland schoonspringer en zwemmer.
Hij was zoon van zwemleraar Lodewijk Wilhelmus Stotijn en Johanna Kleijn. Hij had zich verloofd met Bé Metz.
Hij begon op elfjarige leeftijd met serieus zwemmen. Hij deed namens HZ&PC (Haagsche Zwem- en Poloclub) mee aan de diverse Nederlandse kampioenschappen in de jaren twintig en dertig. Hij werd tot 1930 bestempeld als eeuwige tweede, zoals in 1929 in Utrecht. Henk Lotgering won steeds (en ook na hem). Daarna volgde het winnen van het onderdeel schoonspringer van de drie meter plank NK Zwemmen 1930, 1931, 1933, 1933, 1934 en 1935. Af en toe sprong hij ook in het buitenland. Europese kampioenschappen in 1930 en 1934 brachten niet het gewenste succes (in 1930 in Parijs buiten de prijzen, in 1934 in Maagdenburg vijfde).
Bijzonder is dat hij het kampioenschap 1933 haalde terwijl hij net was afgestudeerd voor MO Lichamelijke opvoeding en in 1934 nadat hij ernstig ziek was geweest.
Hij was werkzaam als gymleraar bij de Haagse sportterreinen en was plaatsvervangend secretaris van het Koninklijke Nederlandse Zwembond afdeling Den Haag. Hij trad voorts nog op als scheidsrechter bij waterpolowedstrijden. Stotijn werd slechts 24 jaar oud en overleed na een lang ziekbed. Hij werd begraven op 26 september 1935.
Zijn graf op Oud Eik en Duinen kreeg in februari 1936 een kalkstenen gedenksteen ontworpen door kunstenaar T.Keuzenkamp.  Het draagt twee teksten, de tweede naar een tekst van Joannes Antonides van der Goes.
Hij diende de zwemsport en was ons aller makker.
Vertrouw op jeugd noch frissen leên, Van beide mocht hij zich beroemen, Die sluimert onder deze steen, de schoonste zijn de teerste bloemen.
Na zijn overlijden werd een zwem/springvereniging naar hem vernoemd.
Joop Stotijn leefde in de periode dat Jaap Stotijn grote faam maakte als hoboïst; de naam van de schoonspringer werd diverse keren verbasterd tot Jaap Stotijn.